# Koós Judith
Koós Judith (Budapest, 1923. július 16. – Budapest, 2006. augusztus 8.) magyar művészettörténész, műkritikus, a  művészettörténet tudomány kandidátusa (1965). Az Akadémiai Kiadó négykötetes Művészeti lexikonának munkatársa volt az 1960-as években.

## Életpályája
1947 és 1951 között az Eötvös Loránd Tudományegyetem Bölcsészettudományi Kar művészettörténet szakán tanult. 1965-ben lett a  művészettörténet tudomány kandidátusa. 1951–1952-ben a budapesti Iparművészeti Múzeum bútorosztályán dolgozott, majd 1952 és 1971 között a múzeum könyvtárának vezetője, 1971 és 1980 között az ötvös osztály vezetője volt. A Magyarországi Református Egyház tudományos főmunkatársa, a budapesti Református Teológiai Akadémia művészettörténet tanára, a Reformátusok Lapja művészeti rovatának vezetője. Számos publikációja jelent meg a bútor- és lakásművészet tárgykörében. Feldolgozott számos külföldi magyar életművet; tárgyát  minden esetben az eredeti helyszínen tanulmányozta. Rendszeres résztvevője volt nemzetközi konferenciáknak, vendégtanári és előadói tevékenységet végzett itthon és Európa-szerte. Számos kiállítás rendezője volt.

## Kutatási területe
Kutatási területe a 18. – 20. századi magyar és egyetemes művészet volt. Foglalkozott a szecesszió magyar és nemzetközi összefüggéseinek iparművészeti vonatkozásaival, finn képző- és iparművészettel, feldolgozta Kozma Lajos életművét.

## Díjai, elismerései
- A Fehér Rózsa Lovagrend (Finnország) kitüntetettje.

## Fontosabb művei
- A művészet otthon kezdődik, Budapest, 1959
- Modern otthon, Budapest, 1960
- Finn iparművészet, Képzőművészeti Alap Kiadóvállalata, Budapest, 1971
- P. Szabó Éva (kismonográfia), Budapest, 1974
- Kozma Lajos munkássága. Grafika. Iparművészet. Építészet, Budapest, 1975
- Style 1900. A szecesszió iparművészete Magyarországon, Budapest, 1979
- Horti Pál élete és művészete 1865–1907, Budapest, 1982
- Út a művészethez I. Bevezetés a művészet történetébe, Budapest, 1992
- Tájak és emlékek. Imre Lajos grafikái, Budapest, 1992
- Tulipán és archeológia. B. Jánosi Gyöngyi művészete, Budapest, 1993
- Madarak a művészetben, Budapest, 1993
- Ráday Gedeon könyv- és műgyűjteménye a XVIII. században, Aszódi Petőfi Múzeum, 1994
- Tört életek képei, 1995
- Református templomok Budapesten. Két évszázad kultúrtörténete és művészete 1785–1995, Bíró, Budapest, 1996
- Hamza D. Ákos képzőművészeti életműve, Budapest, 1996
- Ezer év finn ékszerei, Budapest, 1998.